# Tipton Town FC
Tipton Town FC, är en engelsk fotbollsklubb. Klubben grundades 1948 och är mest känd för att Steve Bull startade sin karriär där.